# 林立青
林立青（1973年3月30日—），出生於台灣，前TVBS公關、前傳訊電視企劃、女演員、主持人。2003年於中天電視政治戲仿節目《全民大悶鍋》模仿立委邱議瑩，一炮而紅，由幕後轉向幕前。

## 個人生活
2006年林立青和男演員吳皓昇傳出緋聞，後於2007年1月27日與愛情長跑15年的王俊人結婚，但是4個月後就離婚。2012年5月25日，林立青與東森購物同事張牧群結婚；2013年產下一子。

## 演出作品

### 電視劇
| 年份          | 頻道       | 劇名                  | 飾演     |
|               | 公視       | 《寒夜》              | 燈妹     |
| 2003年        | 台視       | 《少年史艷文》        |          |
| 2004年        | 台視       | 《台灣百合》          | 林彩霞   |
| 2006年-2007年 | 台視       | 《神機妙算劉伯溫》    | 雲丹檀華 |
| 2006年-2008年 | 民視       | 《愛》                | 琳達     |
| 2008年        | 台視       | 《懷玉傳奇 千金媽祖》 | 蘇珊     |
| 2004年        | 民視       | 《紅色女人花-別戀》   | 唐倩     |
| 2007年        | 三立台灣台 | 《我一定要成功》      | 林宜君   |
| 2002年        | 華視       | 《世間子女》          |          |
|               |            | 《五口之家》          |          |
|               |            | 《回家系列》          |          |
| 2003年-2004年 | 大愛       | 《富裕人生》          | 吳少麗   |
| 2005年        | 大愛       | 《流金歲月》          | 貴美     |
| 2006年        | 大愛       | 《生命圓舞曲》        | 林昭昭   |
| 2011年        | 大愛       | 《幸福的滋味》        | 冠今     |

### 電影
- 2008年《凶魅》飾演

## 主持作品
- 流行都市
- 生活報報
- Power玩樂報
- 東森購物台 銷售主持人

## 廣告
- 統一水蜜桃汁
- 三商百貨
- 中華電信
- 曼都美髮
- 2001年SK-II面膜代言人

## 外部連結
- 林立青在香港影庫上的簡介